# Nagroda im. Nicolasa Borna
Nagroda literacka im. Nicolasa Borna (niem. Nicolas-Born-Preis) jest nazywana nagrodą literacką kraju związkowego Dolnej Saksonii, którą przyznaje się od 2000 roku na cześć pisarza Nicolasa Borna. Jej zadaniem jest wyróżnienie wybitnych niemieckojęzycznych autorów z Niemiec, Austrii oraz Szwajcarii. Odznaczenia dokonuje Ministerstwo Nauki i Kultury Dolnej Saksonii.

## Opis
Nagrodę przyznaje się na podstawie rekomendacji komisji ekspertów, zaś wręcza ją Minister Nauki i Kultury Dolnej Saksonii. Gala laureatów była organizowana w różnych miejscowościach Dolnej Saksonii, natomiast w 2015 roku miała miejsce w Berlinie.
Wyróżnienie to narodziło się z wcześniej istniejącej Nagrody Artystycznej Dolnej Saksonii w dziedzinie literatury,  która była przyznawana od 1979 roku. Ta początkowo składała się ze stypendiów dla uznanych już pisarzy oraz ze wsparcia finansowego dla młodych autorów. Od 1995 roku nagroda główna wynosiła 15 000 euro, zaś nagroda specjalna 10 000 euro.
W 2014 roku nagroda została zawieszona ze względu na zmianę dotyczącą jej regulacji. Do tego czasu nagrodą honorowani byli „wybitni pisarze związani z Dolną Saksonią”. Od 2015 roku nagroda dotowana jest kwotą w wysokości 20 000 euro. Nagroda specjalna, która od 2015 roku nazywana jest nagrodą debiutancką, jest przyznawana autorom, którzy są na początku drogi związanej z twórczością literacką.

## Stypendia artystyczne i nagrody artystyczne kraju związkowego Dolnej Saksonii w dziedzinie literatury od 1979 roku
- 1979 Hans-Joachim Haecker(inne języki), Greta Schoon, Hansjürgen Weidlich

- 1980 Sigrid Brunk, Heinrich Schmidt-Barrien, Hannelies Taschau, Guntram Vesper, Traute Brüggebors, Günter Müller, Johann P. Tammen

- 1981 Hannsferdinand Döbler, Gerlind Reinshagen, Rudolf Otto Wiemer, Konstanze Radziwill, Alban Nikolai Herbst, Ronald Schernikau

- 1982 Hugo Dittberner(inne języki), Erna Donat, Kurt Morawietz, Wolfgang Bittner, Achim Bröger

- 1983 Oswald Andrae, Hans-Jürgen Fröhlich, Heinrich Goertz, Wolfgang Eschker, Manfred Hausin

- 1984 Georg Oswald Cott, Erich Loest, Adam Seide, Heinz Kattner

- 1985 Friedrich-Wilhelm Korff, Dieter P. Meier-Lenz, Klaus Stadtmüller, Sybil Wagener

- 1986 Chris Bezzel, Uwe Friesel, Holdger Platta, Karsten Sturm

- 1987 Gudula Budke, Anne Duden(inne języki), Rolf Bier, Herbert Günther

- 1988 Jörn Ebeling, Johann P. Tammen, Angela Hoffmann, Hans Pleschinski

- 1989 Klaus Modick, Paul Narwal, Wolfgang Rischer, Birgit Kempker
- 1990 Hans Georg Bulla, Wolfgang Hegewald, Werner Kraft, Volkhard App

- 1991 Burckhard Garbe, Manfred Hausin, Heinz Kattner, Livius Pundsack

- 1992 Jutta Sauer, Holger Schwenke, Oskar Ansull, Lutz Flörke

- 1993 Achim Bröger, Klaus Stadtmüller, Achim Amme

- 1994 nie przyznano

- 1995 Hannelies Taschau

- 1996 Johann P. Tammen

- 1997 Gerlind Reinshagen
- 1998 Christian Geissler
- 1999 Anne Duden

## Laureaci nagrody od 2000 roku
- 2000 Adam Seide, nagroda specjalna Henning Ahrens i Jan Peter Bremer
- 2001 Jan Philipp Reemtsma, nagroda specjalna Frank Schulz i Kirsten John
- 2002 Walter Kempowski, nagroda specjalna Matthias Jendis
- 2003 Peter Rühmkorf(inne języki), nagroda specjalna Mariana Leky
- 2004 Felicitas Hoppe, nagroda specjalna Franziska Gerstenberg
- 2005 Klaus Modick, nagroda specjalna Jörg W. Gronius
- 2006 John von Düffel, nagroda specjalna Paul Brodowsky
- 2007 Hanns-Josef Ortheil, nagroda specjalna Rabea Edel
- 2008 Hans Pleschinski, nagroda specjalna Finn-Ole Heinrich
- 2009 Henning Ahrens, Förderpreis Thomas Klupp
- 2010 Gerd-Peter Eigner, nagroda specjalna Leif Randt
- 2011 Peter Waterhouse(inne języki), nagroda specjalna Sabrina Janesch
- 2012 Jan Peter Bremer, nagroda specjalna Jan Brandt
- 2013 Gerhard Henschel, nagroda specjalna Florian Kessler
- 2014 nie przyznano z powodu zmian dotyczących regulacji
- 2015 Lukas Bärfuss[2], nagroda debiutancka Daniela Krien[3]
- 2016 Ulrike Draesner, nagroda debiutancka Joachim Meyerhoff[4]

- 2017 Franzobel, nagroda debiutancka Julia Wolf[5]
- 2018 Christoph Ransmayr, nagroda debiutancka Lisa Kreißler[6]
- 2020 Judith Schalansky, nagroda debiutancka Thilo Krause[7]

## Inne
Oprócz Nagrody im. Nicolasa Borna kraj związkowy Dolnej Saksonii przyznaje również nagrody specjalne oraz Państwową Nagrodę Dolnej Saksonii w zakresie twórczości kulturalnej; Nagroda w dziedzinie muzyki i nagroda w dziedzinie sztuki (Nagroda artystyczna Dolnej Saksonii).